# Colosse de Constantin
Le colosse de Constantin est une colossale statue acrolithe de Constantin le Grand (280-337), qui occupait autrefois l'abside ouest de la basilique de Maxence et Constantin, sur le forum Romain, à Rome. Certaines parties du colosse sont exposées dans la cour du palais des Conservateurs des musées du Capitole.
Il ne doit pas être confondu avec le colosse en bronze de Constantin, dont les fragments sont également conservés au Capitole.

## Histoire
La grande basilique, à la limite nord du forum Romain, a été commencée en 307 par l'usurpateur Maxence et terminée par l'empereur Constantin, après sa victoire sur Maxence à la bataille du pont Milvius en 312. Constantin semble avoir réorienté le bâtiment, en reportant au sud l'entrée principale et en ajoutant au nord une nouvelle abside.
Le colosse, probablement de Maxence avant de devenir celui de Constantin, a été pillé dans l'Antiquité tardive, probablement afin de récupérer les parties de bronze.
Les pièces de marbre ont été mises au jour en 1487. Les vestiges qui ont survécu sont disposés dans la cour du palais des Conservateurs. On distingue, de gauche à droite : le bras droit (coude), la tête, le genou droit, une main droite, la jambe gauche, le pied droit, le genou gauche et le pied gauche. Étrangement, il subsiste deux mains droites, à l'index levé, légèrement différentes. Il a été proposé que la statue a été retravaillée à un moment donné vers la fin de règne de Constantin et une main tenant un sceptre remplacée par une autre tenant un symbole chrétien.
Les parties de marbre ont été restaurées en 2000-2001.
Afin d'être présentée dans l'exposition Recycling Beauty à la Fondation Prada du 17 novembre 2022 au 27 février 2023, une hypothèse de reconstitution du colosse dans sa taille originelle est fabriquée à partir de scans 3D des parties subsistantes et en s'inspirant, pour les parties manquantes, de statues antiques plus ou moins similaires qui nous sont parvenues,,,.

## Description
L'énorme tête, les bras et les jambes ont été sculptés dans le marbre, tandis que le reste du corps se composait d'un noyau de brique et de charpente en bois, peut-être recouvert de bronze doré. Si l'on en juge par la taille des pièces restantes, la statue devait atteindre une hauteur d'environ douze mètres. La tête est haute de 1,75 m sans son socle, et chaque pied a plus de deux mètres de long. La tête est sculptée dans le style typique, abstrait et hiératique, de l'époque constantinienne, alors que les autres parties du corps sont exécutées d'une manière naturaliste, jusqu'aux orteils calleux et au gonflement des veines des avant-bras. L'expression du visage, impersonnelle, frontale, était peut-être destinée à traduire la nature divine de l'empereur, hors de la condition humaine. Le nez crochu, la mâchoire et le menton proéminents sont caractéristiques de toutes les images de Constantin.
La datation précise de la statue pose problème : on suppose qu'elle a été réalisée vers 312-315, puis remaniée après 325.

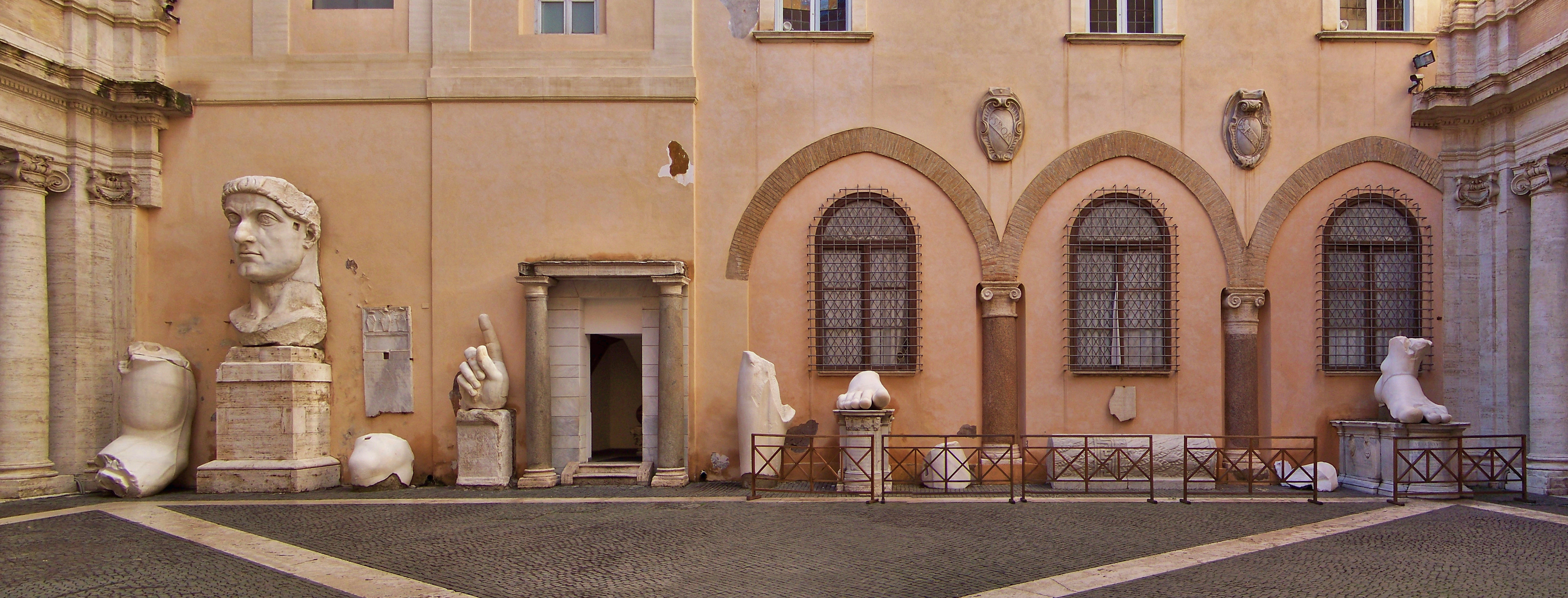
Fragments du colosse de Constantin. Les fragments sont disposés comme suit de gauche à droite : le bras droit (avec le coude), la tête, la rotule droite, une main droite, [une entrée à colonnes], le tibia gauche, le pied droit, la rotule gauche, [un ornement de colonne], le pied gauche. La deuxième main droite est située au-delà de l'entrée à colonnes à gauche.

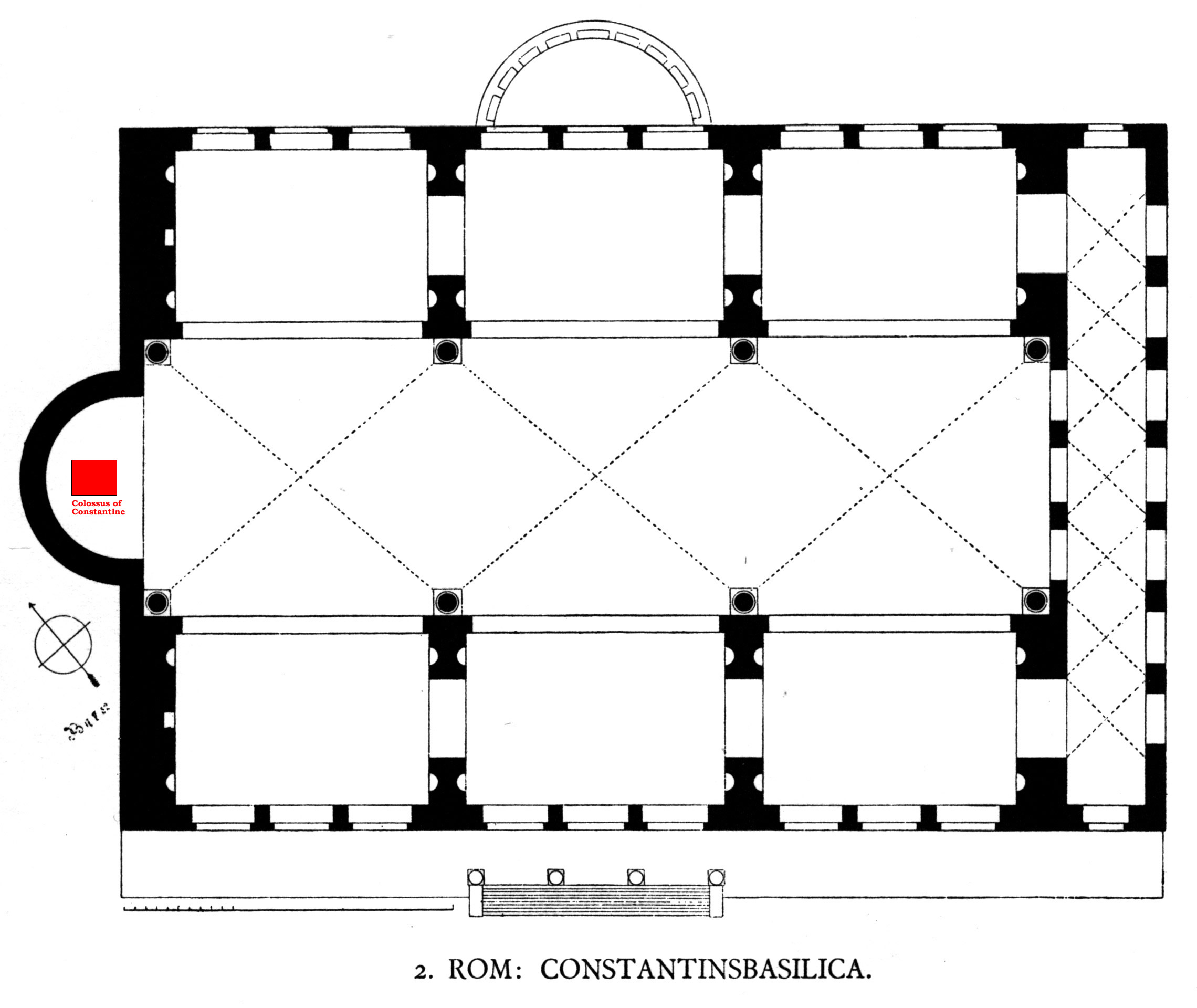
Plan de la basilique de Maxence et Constantin : l'abside ouest, qui abritait la statue acrolithe, est à gauche.
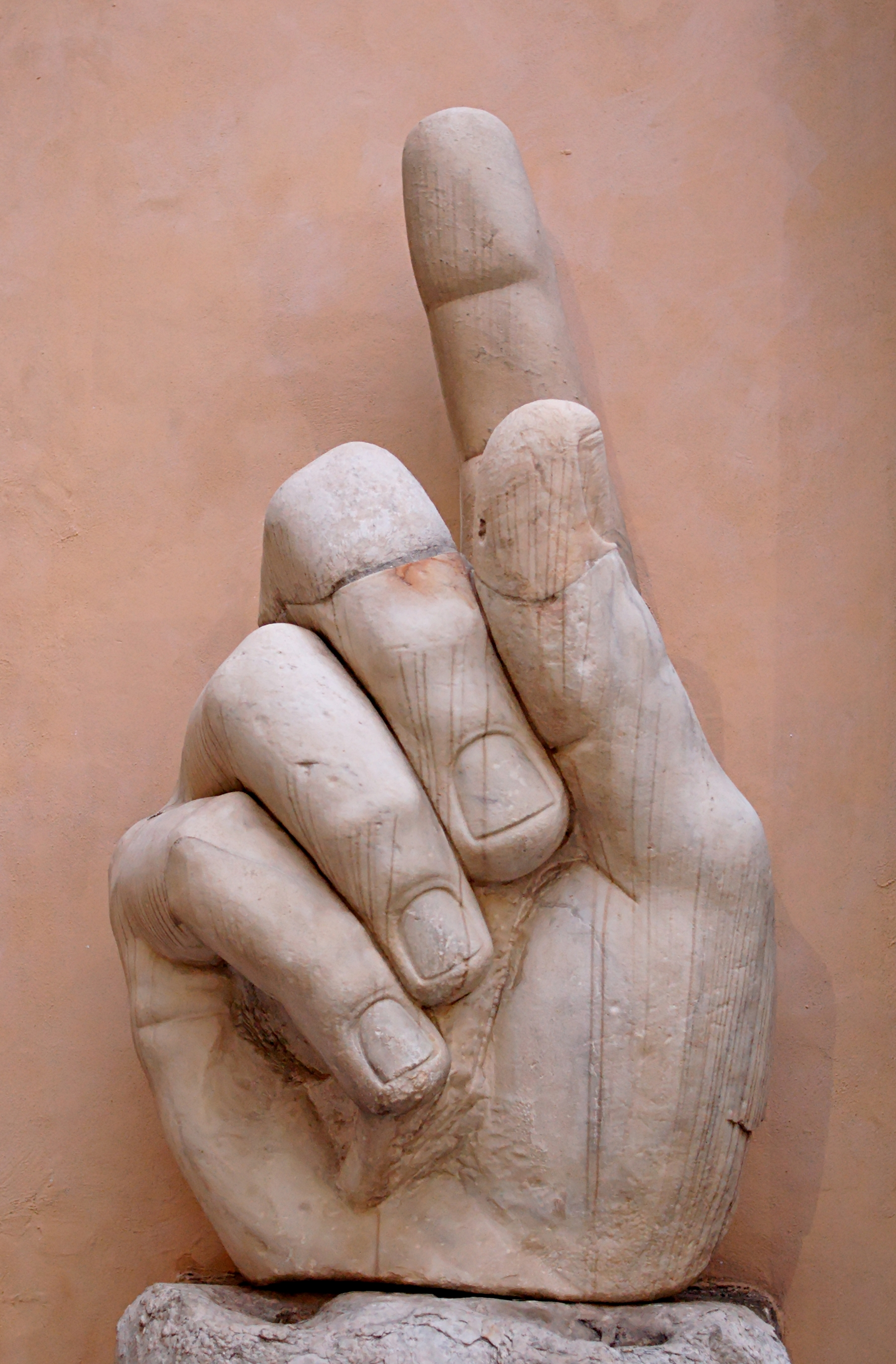
L'une des deux mains droites (voir le texte).